# Regelbau 501

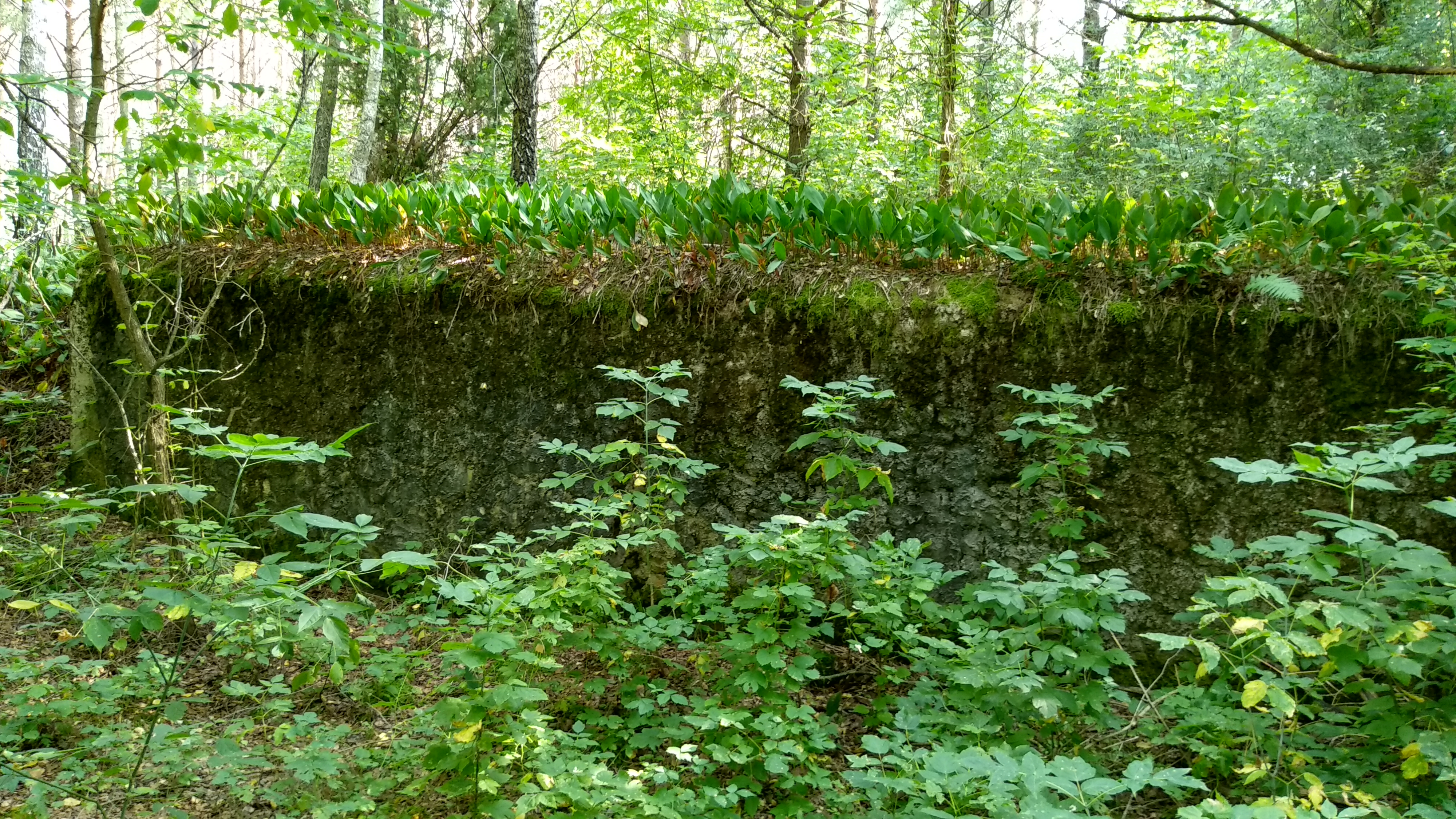
Casemate de type Regelbau 501 à Zbójna.

La casemate de type Regelbau 501 est une casemate répondant au standard Regelbau. Sa mission est de servir d'abri pour un groupe de 10 soldats.

## Construction
La construction des premiers exemplaires débutent en 1942. Elle nécessitait la coulée de 629 m3 de béton.
Les premières casemates de type 501 étaient construits sans ferraillage mais avec des murs et plafonds de 2 m d'épaisseur. Le ferraillage est ensuite introduit pour mieux résister aux explosions diverses. Les dernières casemates auront des poutres métalliques au plafond respectant ainsi la nouvelle norme de construction en 1942.

## Architecture

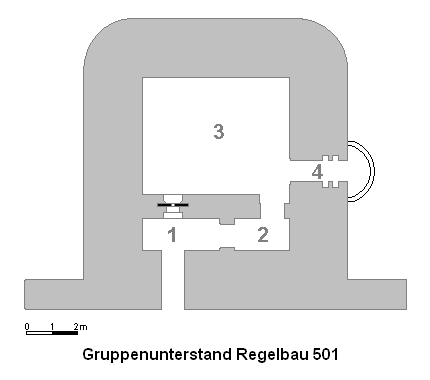
Schéma d'une casemate de type Regelbau 501.

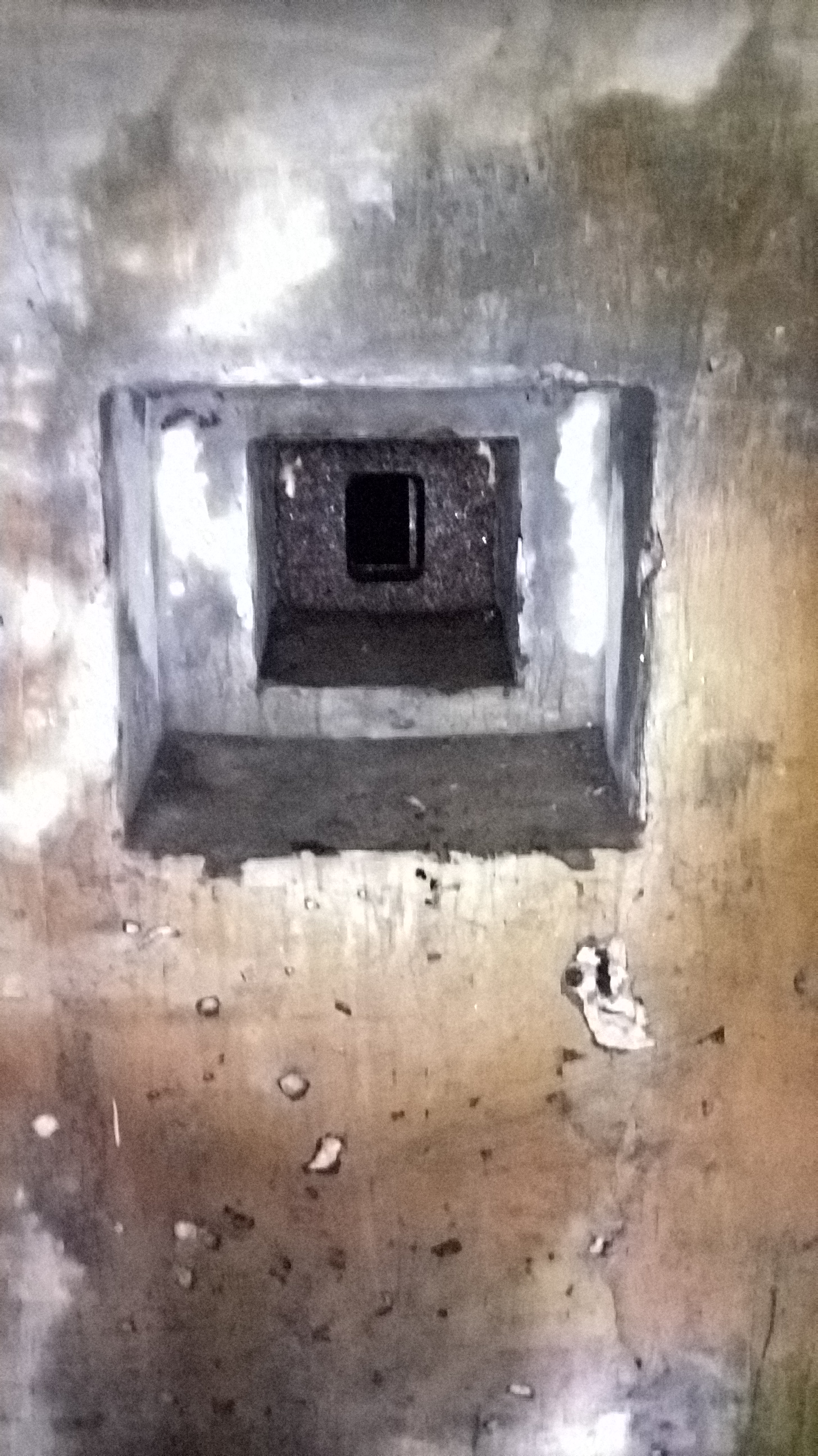
Embrasure pour mitrailleuse vue de depuis la pièce d'entrée de la casemate.

La casemate fait 14,8 m de long pour 9,5 m de large et 5,1 m de haut. Elle contient des lits pour loger une dizaine de soldats.
Les premières casemates sont équipés d'une ventilation manuelle à manivelles. La résistance aux attaques par gaz par des portes blindées étanches est augmentée.
Une embrasure pour mitrailleuse a été ajouté en 1943.

## Exemplaires
Un total de 658 exemplaires ont été construits, dont 63 au Danemark.
En France, un exemplaire est présent sur la presqu'île de Crozon. Un autre sur le territoire de la commune de Laffaux.